# Achyranthes margaretarum
Achyranthes margaretarum là loài thực vật có hoa thuộc họ Dền. Loài này được de Lange mô tả khoa học đầu tiên năm 2001.